# پالی شنون
پالی شنون (انگلیسی: Polly Shannon؛ زادهٔ ۱ سپتامبر ۱۹۷۳) یک هنرپیشه، فیلم‌نامه‌نویس، و تهیه‌کننده اهل کانادا است. او از سال ۱۹۹۲ میلادی تاکنون مشغول فعالیت بوده و از فیلم‌هایش در مقام بازیگر می‌توان به با من بخواب اشاره کرد.